# Kristina Günther-Vieweg
Kristina Günther-Vieweg (* 1977 oder 1978) ist eine deutsche Schauspielerin.

## Biografie
Kristina Günther-Vieweg kam mit dem Theater erstmals als Schülerin bei Besuchen im Rahmen des Schülerabonnements (Schulplatzmiete) in Kontakt. Dies löste in ihr den Wunsch aus, Schauspielerin zu werden. Ihre Schauspielausbildung absolvierte sie an einer staatlich anerkannten, privaten Schauspielschule. Günther-Vieweg erhielt eine umfassende musikalische Ausbildung; sie spielt Violine, Klavier, Klarinette und Bassgitarre.
Ihr erstes Festengagement hatte sie am Theater Parchim. Sie war ab der Spielzeit 2000/01 bis zum Ende der Spielzeit 2004/05 fünf Jahre festes Ensemblemitglied am Landestheater Neustrelitz. In der Spielzeit 2000/01 übernahm sie am Theater Neustrelitz die Rolle der Janet Weiss in dem Musical The Rocky Horror Show. In der Spielzeit 2001/02 spielte sie die Hedvig in Ibsens Theaterstück Die Wildente (März–Oktober 2002). In der Spielzeit 2004/05 verkörperte sie dort die Polly in Brecht/Weills Die Dreigroschenoper. Sie spielte am Landestheater Neustrelitz u. a. außerdem in Friedrich Schillers Lustspiel Der Parasit (Spielzeit 2005/06; als Ministergattin Narbonne), in dem Zirkusmärchen Salto und Mortale und in William Shakespeares Frühwerk Die Komödie der Irrungen (2005; Regie: Friedo Solter). In der Spielzeit 2005/06 trat sie in den laufenden Produktionen noch weiterhin als Gast am Theater Neustrelitz auf. Seit 2005 ist sie als freiberufliche Schauspielerin tätig.
2005 zog sie aus privaten Gründen gemeinsam mit ihrem Mann nach Hagen. Sie trat seither dort (mit einem festen Gastvertrag und Stückverträgen) als Sängerin und Schauspielerin am Theater Hagen auf. In der Spielzeit 2009/10 übernahm sie am Theater Hagen die Rolle der Jenny Hildebrand in dem Musical Street Scene von Kurt Weill. In der Spielzeit 2009/10 (Februar bis Juni 2010) spielte sie am Theater Hagen außerdem die Rolle der Haushälterin Mrs. Pearce in dem Musical My Fair Lady. Sie übernahm diese Rolle auch in der Wiederaufnahme in der Spielzeit 2010/11 (November 2010 bis Februar 2011).
Mehrfach spielte sie Hauptrollen in den alljährlichen Weihnachtsmärchen des Theaters Hagen: 2011 als Klara (Mutter) in Rotkäppchen, 2012 als Königin Jule Kirstin Freya Lale Berit in Die Prinzessin auf der Erbse und 2013 als Grimmhilde, Königin von Kleinbuchenhain in Der Froschkönig. In der Spielzeit 2015/16 spielte sie die Hexe in Hänsel und Gretel, und war auch als Dramaturgin tätig. In der Spielzeit 2016/17, wo sie den Zauberer Kaschnur in dem Märchenstück Kalif Storch spielt, ist sie auch in dieser Produktion als Dramaturgin tätig.
Zwischen ihren Auftritten am Theater Hagen gastierte Günther-Vieweg auch überregional als Schauspielerin, meist in freien Produktionen. Im Juni 2007 spielte sie am Severins-Burg-Theater in Köln die Tochter in dem Theaterstück Mutterliebe von August Strindberg. Im Februar/März 2009 spielte sie am Theater in der Schnapsfabrik in Köln und bei Gastspielen in Mülheim die Rolle der ehemals drogensüchtigen Denise in dem Theaterstück Problemkind von George F. Walker.
In der Spielzeit 2013/14 gastierte sie im November 2013 als Schauspielerin am Theater Hof in einer spartenübergreifenden Lesung der Erzählung Der kleine Prinz; sie sprach „dezent-eindrucksvoll“ die Rolle des kleinen Prinzen und die Rollen sämtlicher weiterer Personen.
Seit der Spielzeit 2015/16 arbeitet Kristina Günter-Vieweg als Dramaturgin für das lutzhagen, die eigene Kinder- und Jugendtheatersparte des Theaters Hagen, auf dessen Bühne sie als Schauspielerin in Rico, Oskar und die Tieferschatten, Tote Pinguine schmecken nicht und in Frerk, du Zwerg zu sehen war bzw. ist.
Neben ihrer Tätigkeit als Schauspielerin ist Günther-Vieweg auch als Rezitatorin tätig. Sie tritt außerdem gemeinsam mit Elisabeth Emmanouil im „Duo Expressos“ als Kabarettistin auf, u. a. im Theater am Sachsenring in Köln.
Kristina Günther-Vieweg war mit dem Kapellmeister und Korrepetitor Roland Vieweg (Theater Hagen/Theater Hof) verheiratet. Sie lebt in Hof und Hagen.

## Rezitationen (Auswahl)
- 2006: Heinrich Heine: Deutschland. Ein Wintermärchen von Tobias Weber, Gerd Buurmann; Komponist: Bernd Schaumann
- 2006: E. T. A. Hoffmann: Prinzessin Brambilla (Lesereihe VollmOnd, Neustrelitz)
- 2013: Steven Galloway: Der Cellist von Sarajevo (Hofer Cellotage)
- 2013: Oscar Wilde: Wilde’s Garten-Romantik (Texte und Märchen; mit dem Ensemble Laurentius, St. Lorenz, Hof)